# Spheniscus chilensis
Spheniscus chilensis es una especie extinta de pingüino del género Spheniscus, la cual vivió durante el Plioceno tardío en Chile. El primer registro fósil de pingüinos fue hallado en la costa de Antofagasta en 1980, cuando la erosión costera expuso el primer hueso fosilizado.

## Descripción
S.chilensis fue descubierto en la cuenca del Tiburón, en la Formación Caleta Herradura del Plioceno. El espécimen holotipo consiste de un húmero izquierdo completo y fue uno de los rasgos principales usados para distinguir a S. chilensis como una nueva especie. El húmero tiene una profunda fosa en la superficie proximal anconal bajo la cabeza y un proceso entepicondilar relativamente pequeño y estrecho, diferente del de cualquier especie moderna de Spheniscus. Este hueso también tiene un eje relativamente delgado similar al de Spheniscus magellanicus y Spheniscus demersus. El tarsometatarso tiene unos surcos anteriores poco profundos bajo los forámenes proximales, a diferencia de las especies actuales de Spheniscus. La ulna, el radio, carpometatarso y el fémur solo muestran pequeñas diferencias con sus parientes modernos del género.
En tamaño y proporciones, S. chilensis se parece mayormente a las especies actuales S. humboldti y S. magellanicus.